# Formació de Dakota

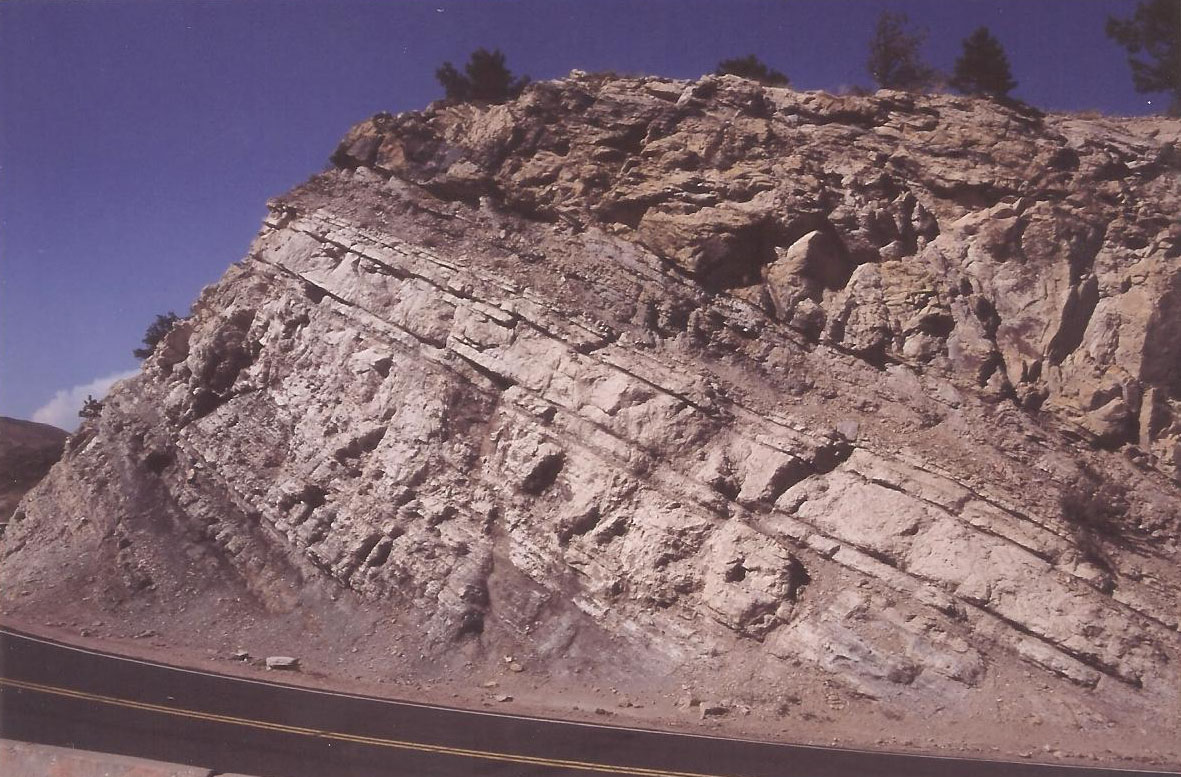
Emergència de la Formació Dakota a la carena de Dinosaur Ridge, prpo de Golden, Colorado

La Formació Dakota, Dakota Formation, (també Dakota Sandstone i Cockrum Sandstone, més formalment el Dakota Group) és una formació geològica composta de roques sedimentàries dipositades en la part oriental del Western Interior Seaway del Cretaci tardà. F.B. Meek i F.V. Hayden,el 1862, li van donar aquest nom per estar situada al llarg del riu Missouri prop de Dakota City, Nebraska.
Els estrats consten dipòsits sorrencs marins i ocassionalment dipòsits de torrents.
La Formació Dakota és un aqüífer important en algunes zones de les Great Plains.

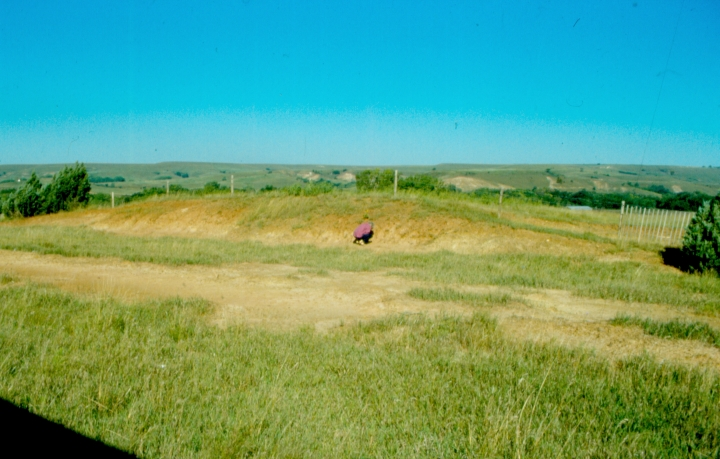
Exposició de la formació Dakota a Kansas Central.

## Paleofauna de vertebrats
Els fòssils de dinosaures són molt rars a la Formació Dakota i la majoria d'ells provenen de Kansas. El millor espècimen trobat és un Silvisaurus condrayi. També hi ha petjades fòssils de dinosures que inclouen teròpodes i ancilosaures. Un gram fèmur d'ornitòpode es va trobar a Nebraska.
- cf. Troodon sp
- cf. Paronychodon (? troodontida indet.)
- cf. Richardoestesia sp. (theropoda indet.)
- ? Barosaurus lentus
- Silvisaurus condrayi – "Partial skeleton with skull, sacrum."[9]

### Pterosaures
| Subordre: - Pterodactyloidea 1. Traces. | 1. Coneguts tant als estrats del Cretaci primerencs com els tardans de Dakota Group. Trobat al John Martin Reservoir de Colorado. | 1. Espècimensal Dinosaur Tracks Museum, de la University of Colorado at Denver. |